# Allochrocebus solatus
Allochrocebus solatus är en primat i familjen markattartade apor. Den förekommer i centrala Gabon. Det svenska trivialnamnet solsvansmarkatta förekommer för arten.

## Utseende
Arten har huvudsakligen en mörkgrå päls och liknar svartmössmarkattan. På ryggen bildar de kastanjebrun till orange täckhåren ett slags sadel. Kännetecknande är svansen som har en grå färg vid roten, en vit färg i mitten och en orangegul spets. Ansiktet har ett grått till vitaktigt skägg och på bröstet finns vita hår. Ungar har en ljusare päls som blir mörkare mellan sjunde och elfte levnadsveckan. Vuxna hanar når en kroppslängd (huvud och bål) av 60 till 70 cm, en svanslängd av 65 till 75 cm och en vikt mellan 6 och 9 kg. Hos honor är kroppen och svansen ungefär 10 cm kortare och vikten ligger mellan 4 och 6 kg.

## Utbredning och habitat
Denna primat lever i ett cirka 12 000 km² stort skogsområde i centrala Gabon. Delar av regionen tillhör Lopé nationalpark. Området ligger i låglandet och är fuktigt.

## Ekologi
Individerna är aktiva på dagen och livnär sig av frukter, frön, andra växtdelar, insekter och andra ryggradslösa djur. De vistas på marken och i 10 till 15 meter höga träd. En flock av A. solatus har ungefär 17 medlemmar och består av en vuxen hane, flera vuxna honor och deras ungar. Andra hanar lever ensam. Nyfödda honor stannar i flocken och etablerar en hierarki. När de kommunicerar är de inte lika högljudda som andra primater. De använder oftast kroppsspråk och olika ansiktsuttryck.
Det är inte mycket känt om fortplantningssättet. Honor blir könsmogna efter fyra år och föder per kull ett ungdjur. Avståndet mellan två födslar är vanligen 1,5 år.

## Status
Arten hotas i viss mån av jakt och skogsavverkning. IUCN listar primaten på grund av det begränsade utbredningsområde som sårbar (VU).